# 北京地铁昌平线
北京地铁昌平线连接中国北京市海淀区蓟门桥站至昌平区昌平西山口站，是北京地铁的一条地铁线路，连接北京城区及昌平区。全长44公里，共设20座车站，2010年12月28日投入运营。标识色为 Pantone 673C 。
昌平线以西二旗站为界分为首通段及南延段，其中首通段分为两期建设：一期工程自西二旗站至南邵站，全长21.3公里，大部分为高架线，设1座地下站（南邵站）、6座高架站及一座停车场（定泗路停车场），于2009年开工，2010年12月30日开通运营；二期工程自南邵站至昌平西山口站，全长10.6千米，正线全部为地下线，设置5座车站及一座车辆段（十三陵景区车辆段），于2012年开工，2015年12月26日通车试运营。南延段则自西二旗站至蓟门桥站，共设8座车站，全长12.6千米，其中西二旗至清河站段于2021年12月31日通车试运营；清河站至西土城段于2023年2月4日通车试运营（朱房北站暂缓开通）。2024年12月15日，朱房北站及南延一期剩余段西土城至蓟门桥段通车试运营。

## 历史
北京地铁昌平线是《北京市城市快速轨道交通近期建设规划（2007年~2015年）》中“三环、四横、五纵、七放射”快速轨道交通网中的一条放射线。
2009年1月，《北京轨道交通昌平线一期工程总体设计》通过评审。同年4月2日，昌平线一期正式开工。同年12月2日，昌平线一期工程成功下穿京密引水渠。同年12月24日，昌平线一期工程成功跨越北六环。
2010年5月25日，昌平线全线11座车站站名进行公示。同年7月，中华人民共和国国家发展和改革委员会批准了昌平线工程可行性研究报告。同年7月9日，昌平线一期工程首次通电成功。同年8月31日19时左右，昌平线列车从青岛运抵北京。同年9月19日，昌平线一期工程开始空载试运行。同年11月4日、7日，昌平线一期工程分别开始全线冷滑、热滑测试。同年11月，北京市规划委员会和北京市发展和改革委员会批复了《轨道交通昌平线一期工程初步设计（南邵站—西二旗站）》。同年12月30日，昌平线一期工程（南邵站至西二旗站）开通运营。 
2012年12月，昌平线二期工程全面开工。

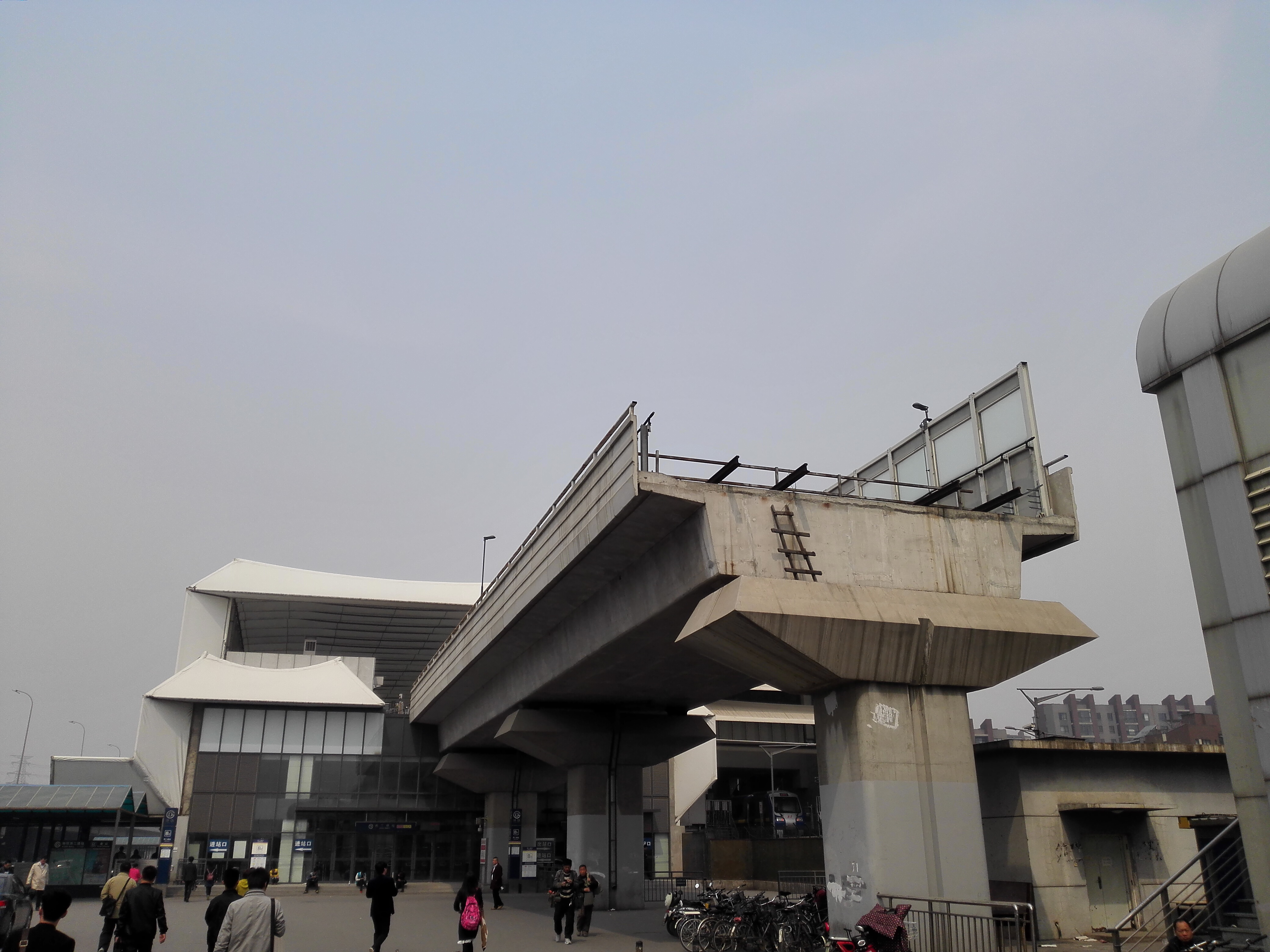
延长前的昌平线末端，背景为西二旗站，照片右侧边缘处为老西二旗站一角。

2013年10月，昌平线二期工程增设昌平西山口站，一度拟增设的西关环岛站和亢山广场站由于未通过审批而取消。 
2014年5月12日，昌平线二期工程开始盾构施工。 
2015年1月14日，昌平线二期全部车站完成主体施工。同年2月4日，昌平线二期钻山隧道贯通。同年7月10日，北京市规划委员会面向社会公示昌平线二期工程5座车站命名方案。同年7月20日，昌平线二期实现轨道贯通。同年8月19日，昌平线二期工程沿线车站站名确定。同年9月20日，昌平线二期开始空载试运行。同年12月21日，昌平线二期工程通过竣工验收。同月26日，昌平线二期工程（南邵站至昌平西山口站）开通运营。
2019年11月，昌平线南延工程（一期）全线进场施工。南延线路自西二旗站南侧的预留桥台起，上跨西二旗大街后逐渐入地，在清河站地下二层设站后，沿小营西路转向东，至京藏高速路西再次转向南，下穿上清桥后沿学清路、学院路、西土城路敷设，直至蓟门桥站止，并预留继续向南延伸（二期）的条件。南延工程（一期）全长12.6km，设8座车站。

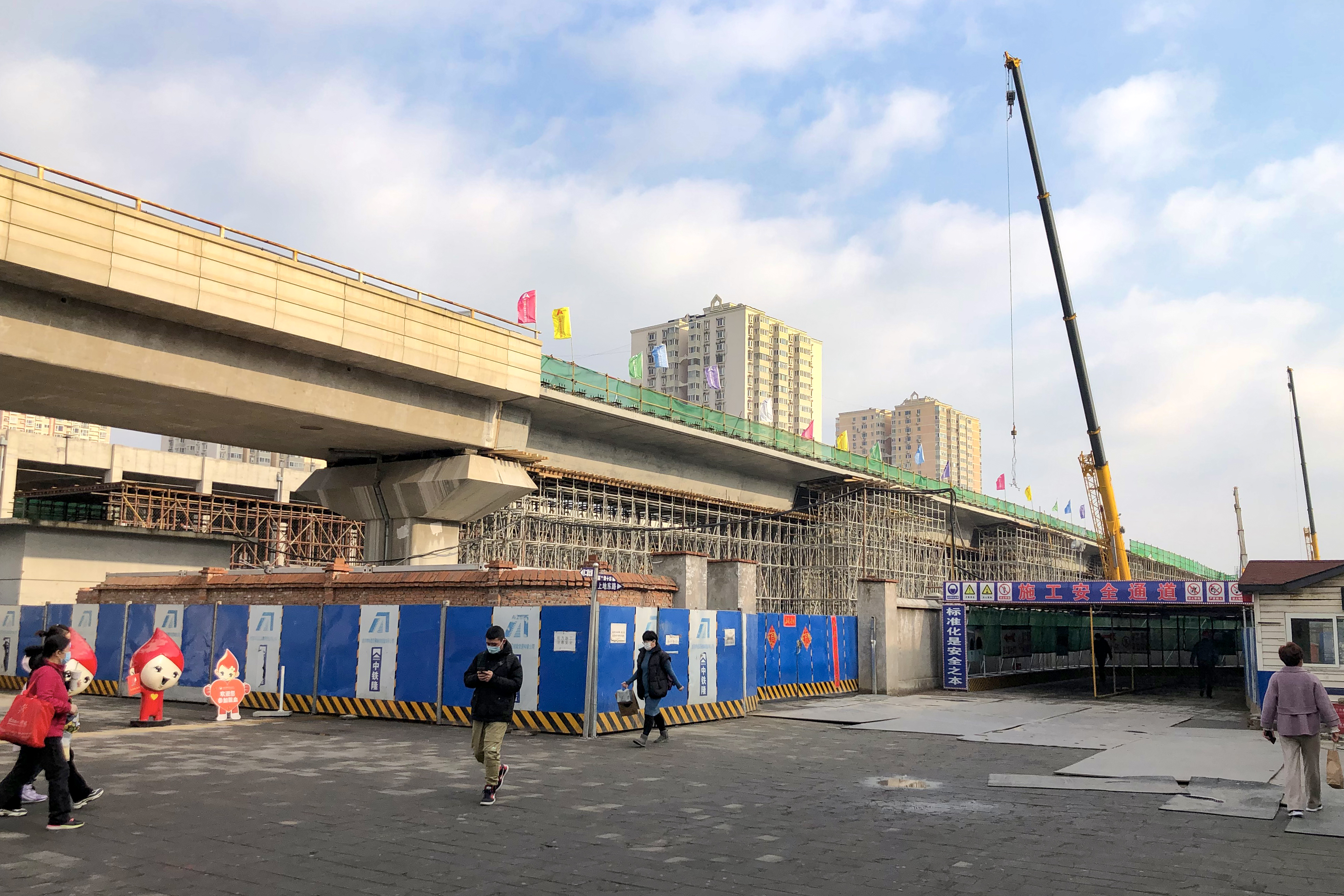
施工中的西二旗-清河站区间（2021年3月）

2021年5月10日，昌平线南延一期工程西二旗至清河站区间开始铺轨。同年8月12日，昌平线南延工程清河站变电所一次性送电成功。
2021年10月15日至12月15日，由于昌平线沙河段原有的直立式声屏障需改建为全封闭式以缓解噪音污染，沙河高教园至朱辛庄段提前结束运营，西二旗站（开往昌平西山口）全程末班车提前至21时39分，昌平西山口站（开往西二旗）全程末班车提前至21时33分，此后昌平线西二旗至朱辛庄、沙河高教园至昌平西山口两个区段分段维持运营至当日运营结束。
2021年11月14日，昌平线开始在西二旗-清河站间空载跑图试运行，西二旗站西侧的昌平线下行站台首次启用。2021年12月31日，昌平线南延一期北段（西二旗-清河站）通车运营。
2022年5月、6月，受2022年4月北京市2019冠状病毒病聚集性疫情影响，部分车站停运。
2022年11月23日，北京地铁昌平线南延一期清河站至西土城段正式进入全天按图空载试运行阶段，原计划于2022年年底开通（朱房北站暂缓开通）。后因工期等原因未能如期开通，最终延至2023年2月4日首班车起开通试运营。2024年12月15日，朱房北站及南延一期剩余段西土城至蓟门桥段通车试运营。

## 客流量
2011年至2014年，北京地铁昌平线一期工程客流量分别为2704万人次、3831万人次、4814万人次、5733万人次。
2019年3月8日，北京地铁昌平线日客运量达29.85万人次，较历史最高值增幅为2.23%。
2023年2月6日（昌平线南延至西土城后的首个工作日），昌平线单日客流量达到30.54万人次，从而打破此前的客流纪录，此后连续两日突破此纪录。
2023年4月28日（五一假期前夕），昌平线单日客流达到40.38万人次。同年6月21日（端午假期前夕），昌平线单日客流再次刷新纪录，达到40.86万人次。

## 车站及运营组织
2015年12月22日至2016年12月31日间，逢工作日早7点前，持市政交通一卡通的乘客乘坐昌平线，可享受票价7折优惠，2017年1月3日起则为5折优惠（需从南邵站至朱辛庄站之间任意一个车站进站）。
2019年7月15日起，昌平线平日早高峰 08:00 前，列车最小运行间隔由4分缩至3分40秒，运力提高9.1%，同时采取大小圈套跑的列车运营组织方式：
- 大圈车：西二旗 ⇋ 昌平西山口（普通交路）
- 小圈车：西二旗 ⇋ 沙河高教园
- 大小圈套跑比例 4:1；7:00 ~ 7:40 间，沙河高教园站始发3列小圈车；晚高峰结束时段由 20:00 延长至 20:30。

现在昌平线使用的超常超强运行图自2020年3月24日起实行，在工作日早晚高峰时段采用大、中、小三大交路套跑区间车的模式：
- 大交路：薊門橋 ⇋ 昌平西山口（普通交路）
- 中交路：薊門橋 ⇋ 昌平东关
- 小交路：薊門橋 ⇋ 沙河高教园

- 早高峰出城方向，部分列车在巩华城站通过不停车（通过列车和停靠列车的比例为1:2），所有中交路列车在北邵洼站通过不停车[26]。
- 在平高峰交界和临近末班时段，部分自昌平西山口站或西土城站开出的列车行驶至朱辛庄站清客回库[27]。

| 二期 | 昌平西山口 | 0     | 0    | 不適用                                        | 昌平区 | 2015年12月26日 | 地下岛式站台     | 左侧                                      | ● | 不適用 | 不適用 | 不適用 | ●  |
| 二期 | 十三陵景区 | 1213  | 1213 | 不適用                                        | 昌平区 | 2015年12月26日 | 地下岛式站台     | 左侧                                      | ● | 不適用 | 不適用 | 不適用 | ●  |
| 二期 | 昌平       | 4721  | 3508 | 不適用                                        | 昌平区 | 2015年12月26日 | 地下岛式站台     | 左侧                                      | ● | 不適用 | 不適用 | 不適用 | ●  |
| 二期 | 昌平东关   | 7154  | 2433 | 不適用                                        | 昌平区 | 2015年12月26日 | 地下岛式站台     | 左侧                                      | ● | 不適用 | 不適用 | ●      | ●  |
| 二期 | 北邵洼     | 8837  | 1683 | 不適用                                        | 昌平区 | 2015年12月26日 | 地下岛式站台     | 左侧                                      | ● | 不適用 | 不適用 | [6]    | ●  |
| 一期 | 南邵       | 10795 | 1958 | 不適用                                        | 昌平区 | 2010年12月30日 | 地下岛式站台     | 左侧                                      | ● | 不適用 | 不適用 | ●      | ●  |
| 一期 | 沙河高教园 | 16152 | 5357 | 不適用                                        | 昌平区 | 2010年12月30日 | 高架岛式站台     | 左侧                                      | ● | 不適用 | ●      | ●      | ●  |
| 一期 | 沙河       | 18116 | 1964 | 不適用                                        | 昌平区 | 2010年12月30日 | 高架岛式站台     | 左侧                                      | ● | 不適用 | ●      | ●      | ●  |
| 一期 | 巩华城     | 20141 | 2025 | 不適用                                        | 昌平区 | 2010年12月30日 | 高架岛式站台     | 左侧                                      | ● | 不適用 | ●      | ●      | ｜ |
| 一期 | 朱辛庄     | 23940 | 3799 | 8号线                                         | 昌平区 | 2010年12月30日 | 高架双岛式站台   | 左侧                                      | ● | ●      | ●      | ●      | ●  |
| 一期 | 生命科学园 | 26307 | 2367 | 不適用                                        | 昌平区 | 2010年12月30日 | 高架岛式站台     | 左侧                                      | ● | ●      | ●      | ●      | ●  |
| 一期 | 西二旗     | 31747 | 5440 | 13号线（A）                                   | 海淀区 | 2010年12月30日 | 高架侧式站台     | 右侧                                      | ● | ●      | ●      | ●      | ●  |
| 南延 | 清河站     | 33293 | 1546 | 13号线（A） 19号线（支线） 怀柔—密云线 清河站 | 海淀区 | 2021年12月31日 | 地下岛式站台     | 左侧                                      | ● | ●      | ●      | ●      | ●  |
| 南延 | 朱房北     | 34945 | 1652 | 不適用                                        | 海淀区 | 2024年12月15日 | 地下岛式站台     | 左侧                                      | ● | ●      | ●      | ●      | ●  |
| 南延 | 清河小营桥 | 36103 | 1158 | 19号线                                        | 海淀区 | 2023年2月4日   | 地下叠落岛式月台 | 左侧（蓟门桥方向） 右侧（昌平西山口方向） | ● | ●      | ●      | ●      | ●  |
| 南延 | 学知园     | 38469 | 2366 | 不適用                                        | 海淀区 | 2023年2月4日   | 地下岛式站台     | 左侧                                      | ● | ●      | ●      | ●      | ●  |
| 南延 | 六道口     | 40152 | 1683 | 15号线                                        | 海淀区 | 2023年2月4日   | 地下岛式站台     | 左侧                                      | ● | ●      | ●      | ●      | ●  |
| 南延 | 学院桥     | 41464 | 1312 | 不適用                                        | 海淀区 | 2023年2月4日   | 地下岛式站台     | 左侧                                      | ● | ●      | ●      | ●      | ●  |
| 南延 | 西土城     | 42945 | 1481 | 10号线                                        | 海淀区 | 2023年2月4日   | 地下岛式站台     | 左侧                                      | ● | ●      | ●      | ●      | ●  |
| 南延 | 蓟门桥     | 43753 | 808  | 12号线                                        | 海淀区 | 2024年12月15日 | 地下岛式站台     | 左侧                                      | ● | ●      | ●      | ●      | ●  |
| 注释 |            |       |      |                                               |        |                |                  |                                           |   |        |        |        |    |
| 1 斜体标示的车站，尚未启用。 2 斜体标示的换乘，尚未启用。 3 蓟门桥发车时段：工作日早间 8:46 ~ 10:14，晚间 19:54 ~ 21:46，双休日 10:19。 4 蓟门桥发车时段：早高峰 6:47 ~ 9:31，晚高峰 17:19 ~ 20:24。 5 蓟门桥发车时段：早高峰 6:44 ~ 9:37，晚高峰 17:47 ~ 20:43。 6 早高峰时段通过，晚高峰时段停靠。 |            |       |      |                                               |        |                |                  |                                           |   |        |        |        |    |

## 未来发展

### 南延工程
远期可能会从蓟门桥站南延至国家图书馆站，并与9号线贯通。此前规划9号线北延至西二旗，並有可能與昌平線貫通運營或換乘，因此9号线即可为13号线分流，達到昌平線南延的作用。後來南延計劃再度復活，把原來的9號線北端延長綫一分為二，以明光橋西站（13號綫）為分界。國家圖書館站、皂君廟站及明光橋西站屬9號線北端延長綫，明光橋西站至西二旗站屬昌平線南延長綫。但在实际施工时，仅昌平线南延（西二旗至蓟门桥段）开工建设，昌平线南延剩余段（蓟门桥至明光桥西）和9号线北延段（明光桥西至国家图书馆）被搁置。

### 跨线运营
8号线与昌平线预计未来可通过朱辛庄站跨线运营。

## 设备
昌平线采用中国完全自主知识产权的信号系统，结束了外国企业对地铁CBTC信号系统的垄断。与国外信号系统相比，国产信号系统可降低成本约20%－30%。
昌平线在人性化方面也进行了精心设计。由于大部分车站为高架车站，在道路中间，联通车站的人行天桥上下都设计了扶梯和直梯，每个车站的电梯都超过10條，并且昌平线的电梯是所有北京地铁线路中最多的。

## 使用列车
昌平线的列车配属于定泗路停车场和十三陵景区车辆段，包括以下类型：
- SFM13：由南车青岛四方机车车辆股份有限公司制造，为昌平线一期工程线路配套列车，编号 CP 001 ~ CP 015，于2010年12月30日昌平线一期开通时投入运营。
- SFM21：由南车青岛四方机车车辆股份有限公司制造，为昌平线二期工程线路配套列车，编号 CP 016 ~ CP 032，其中：
  - 第一批次 CP 016 ~ CP 027 号车组于2015年12月起逐步投入运营；
  - 第二批次 CP 028 ~ CP 032 号车组于2019年7月起逐步投入运营。
- BDK07，SFM93：为昌平线南延伸工程线路配套列车，编号 CP 033 ~ CP 068，其中——
  - 由北京地铁车辆装备有限公司制造的列车称为 BDK07 型，于2023年1月起逐步投入运营，编号 CP 033 ~ CP 050；
  - 由中车青岛四方机车车辆股份有限公司制造的列车称为 SFM93 型，于2022年3月起逐步投入运营，编号 CP 051 ~ CP 068。

SFM13 型与 SFM21 型列车的电气牵引系统，由日本三菱电机株式会社提供设计方案、而后交由合资企业株洲时菱交通设备有限公司，进行代工生产；BDK07 型与 SFM93 型列车的电气牵引系统，则完全由株洲中车时代电气股份有限公司负责设计与制造。

### 列车图片

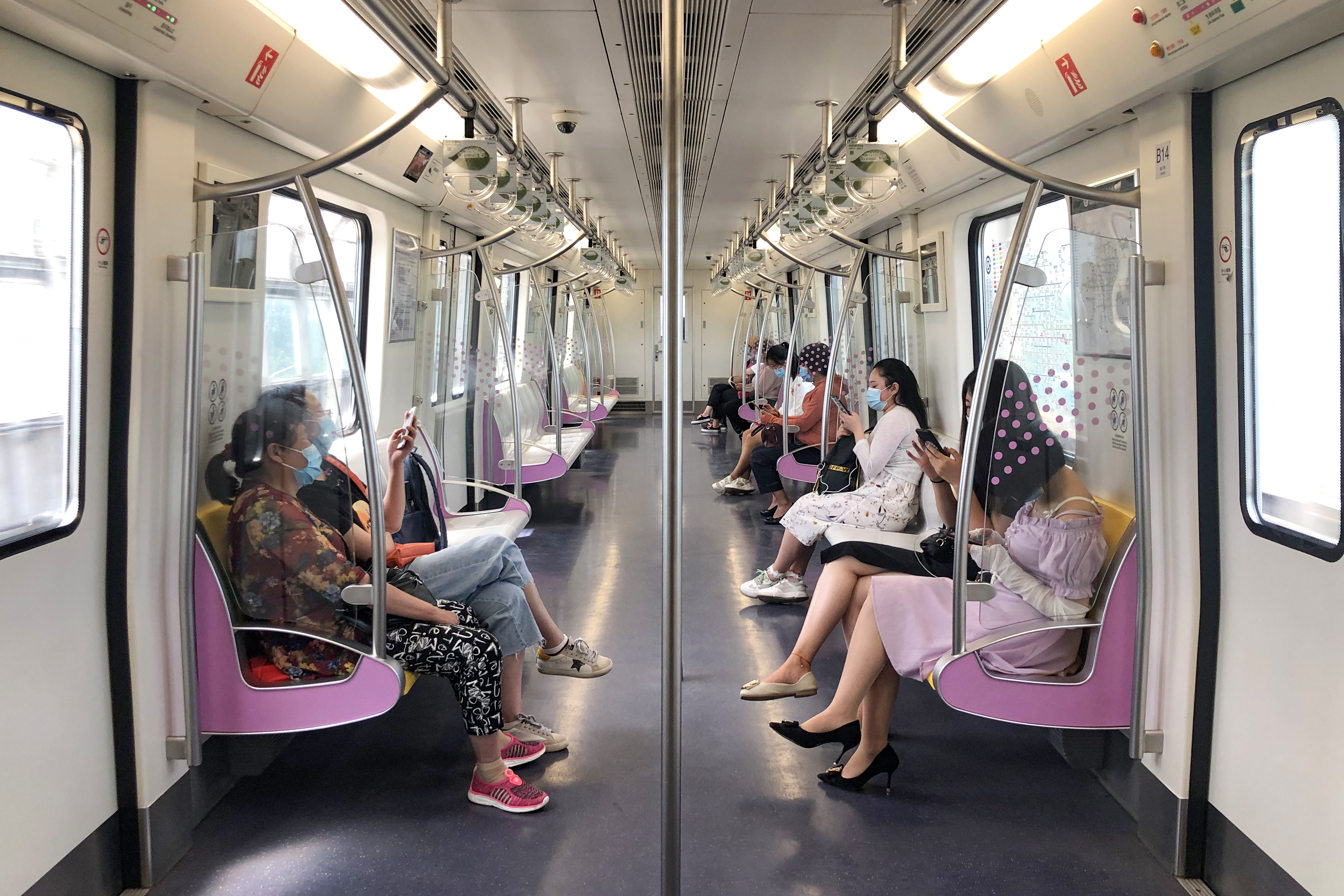
SFM13型列车客室内部（厂修前）
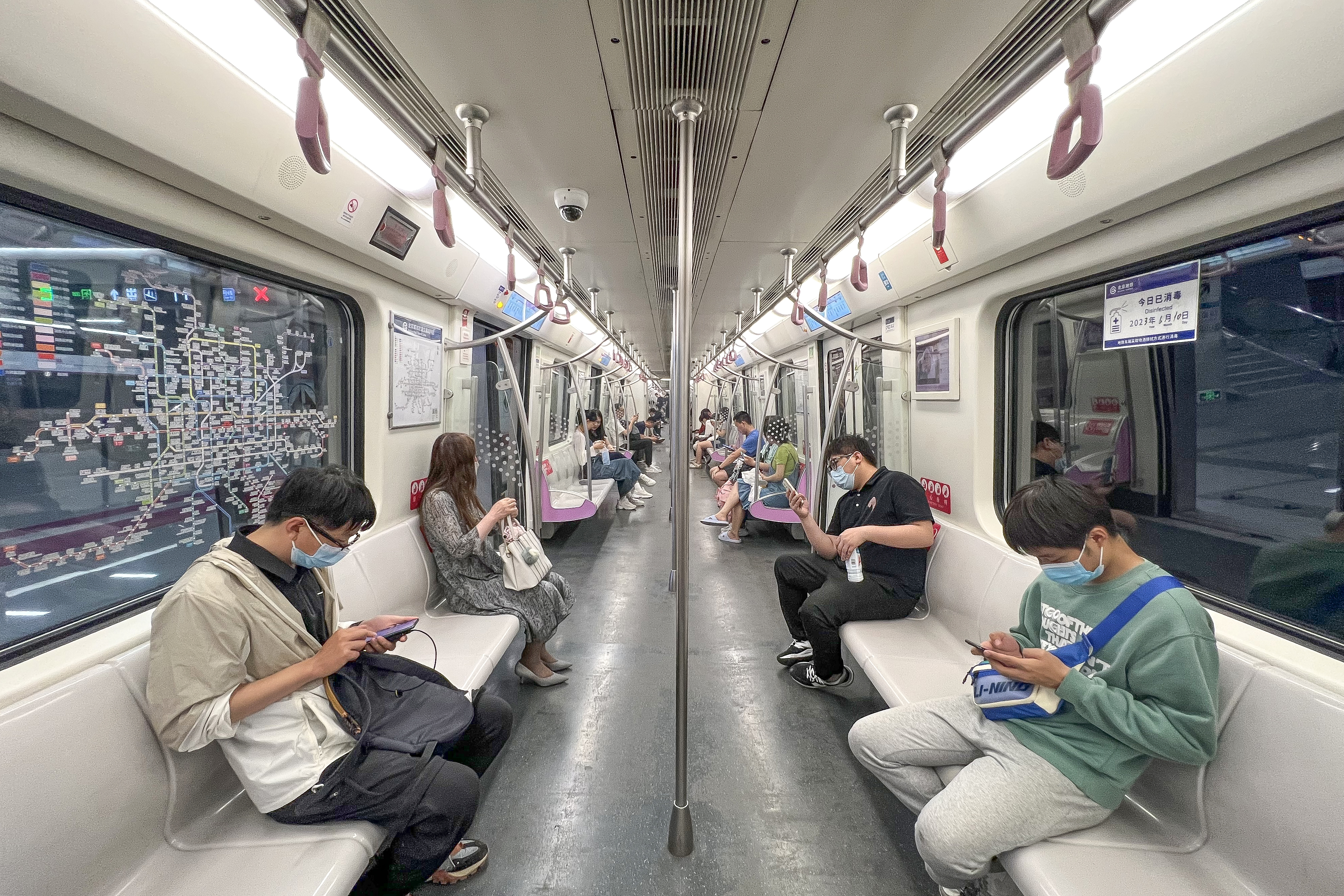
SFM21型列车客室内部
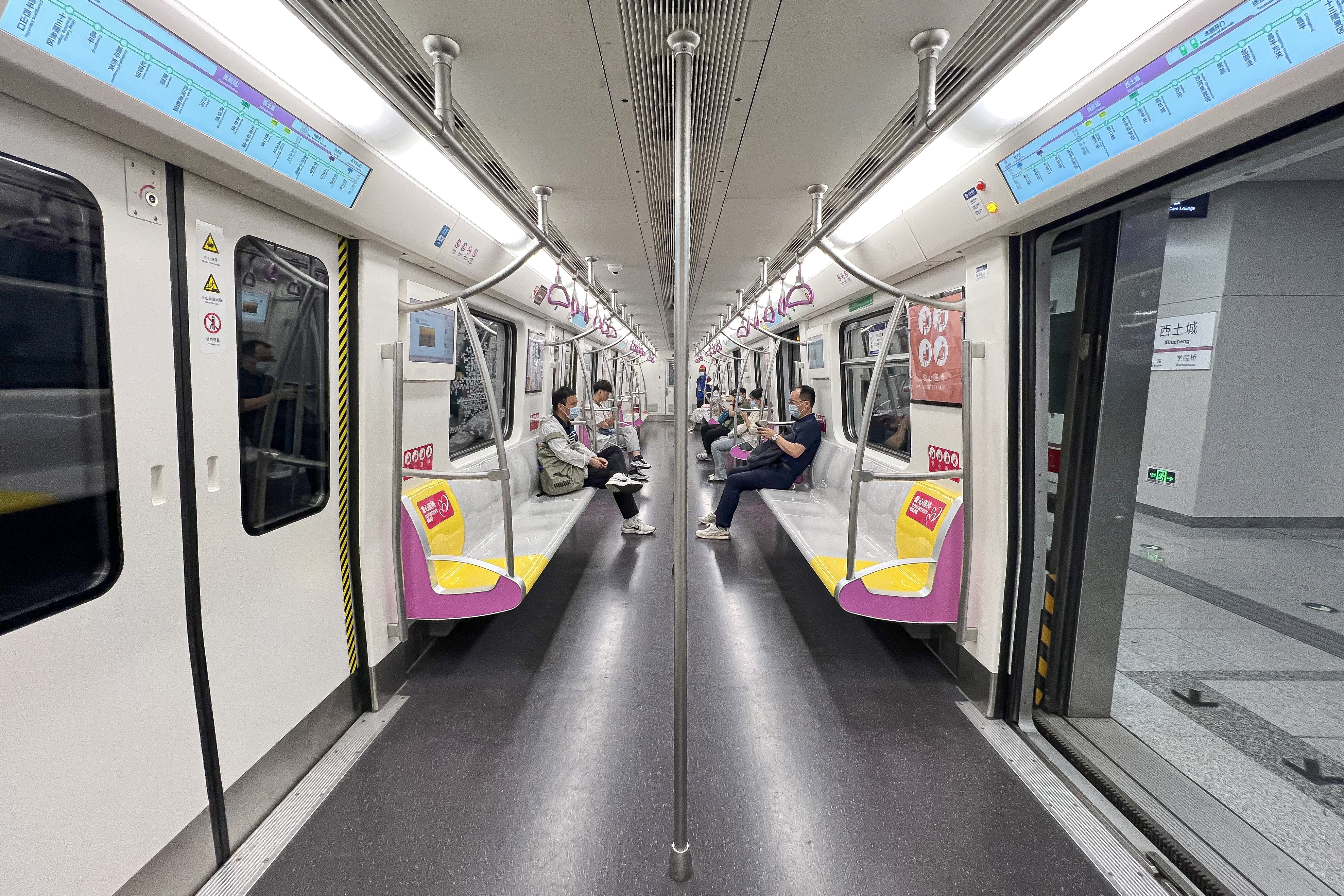
SFM93型列车客室内部

### 列车编组
|              |              | SFM13 · SFM21 · BDK07 · SFM93 ←蓟门桥方向昌平西山口方向→ |          |          |          |          |            |
| 车辆编号     | 车辆编号     | 1                                                        | 2        | 3        | 4        | 5        | 6          |
| 车厢型号     | SFM13        | SFM13Tc                                                  | SFM13M0  | SFM13M1  | SFM13M2  | SFM13M3  | SFM13Tc    |
| 车厢型号     | SFM21        | SFM21Tc                                                  | SFM21M0  | SFM21M1  | SFM21M2  | SFM21M3  | SFM21Tc    |
| 车厢型号     | BDK07        | BD59                                                     | BD55     | BD56     | BD57     | BD58     | BD59       |
| 车厢型号     | SFM93        | SFM93Tc                                                  | SFM93M0  | SFM93M1  | SFM93M2  | SFM93M3  | SFM93Tc    |
| 集电靴       | 集电靴       | 有                                                       | 有       | 有       | 有       | 有       | 有         |
| 形式区分     | 车厢编号     | CP 0**1                                                  | CP 0**2  | CP 0**3  | CP 0**4  | CP 0**5  | CP 0**6    |
| 形式区分     | 车厢类型     | Tc                                                       | M        | M        | M        | M        | Tc         |
| 动力单元     | 动力单元     | 单元1                                                    | 单元1    | 单元1    | 单元2    | 单元2    | 单元2      |
| 安装机器设备 | 安装机器设备 | SIV (L) CP                                               | VVVF (L) | VVVF (L) | VVVF (R) | VVVF (R) | SIV (R) CP |
| 车辆重量     | 车辆重量     | 30.0 t                                                   | 35.0 t   | 35.0 t   | 35.0 t   | 35.0 t   | 30.0 t     |
| 额定载客量   | 额定载客量   | 226人                                                    | 244人    | 244人    | 244人    | 244人    | 226人      |

范例
- VVVF：牵引逆变器装置
- SIV：辅助电源装置
- CP：电动空气压缩机

## 事故

### 追尾
2023年12月14日18时57分，CP024与CP032两列车在西二旗站至生命科学园站区间发生追尾事故，共造成至少515人被送医院检查，其中130人骨折，3人重伤、70人轻伤，无人死亡，直接经济损失约950.8万元人民币。

### 脱轨
2024年7月25日5时12分，空驶的CP064号列车在清河站库线折返过程中，1号车厢第2转向架脱轨，无人员伤亡，西二旗站至学知园站区段因此中断运营约5小时，影响乘客出行约2.2万人次，直接经济损失约3.1万元人民币。